# 오토마타 (영화)
《오토마타》(영어: Automata)는 2014년 공개된 스페인과 불가리아의 SF 액션 영화이다.

## 줄거리
태양 플레어가 뿜어낸 방사선으로 인해 인류의 99%가 사망하자 남은 인류는 휴머노이드 로봇 필그림(Pilgrim)을 만든다. 필그림은 다음 두 규약을 무조건 지키도록 설계되었다. 1. 생명을 해치지 못한다. 2. 자신과 다른 로봇을 수리, 조정, 개조하지 못한다. 그러나 필그림은 결국 사막화를 막지 못했고, 이후 단순 노동을 하는 존재로 전락한다.
20년 후인 2044년 필그림 제조회사 ROC 보험조사관 잭은 스스로를 조정하는 로봇을 쐈다고 주장하는 경찰관 숀을 조사하게 된다. 

## 출연
- 안토니오 반데라스 - 잭 보컨 역
- 비르기테 요르트 쇠렌센 - 레이철 보컨 역
- 멜러니 그리피스 - 수전 듀프레이 박사 / 로봇 클리오(목소리) 역
- 딜런 맥더멋 - 숀 월리스, 경찰관 역
- 로버트 포스터 - 로버트 볼드, 잭의 상사 역
- 팀 매키너니 - 버넌 콘웨이, ROC 암살단장 역
- 앤디 나이먼 - 엘리스 역
- 데이비드 라이올 - 도미닉 호크 역
- 앤드루 티어넌 - 현장 관리자 역
- 바샤르 라할 - 의사 역
- 하비에르 바르뎀 - 블루 로봇(목소리) 역
- 하리 아니치킨 - 클리프트 역
- 크리스타 캠벨
- 필립 로시
- 팀 발로

## 기타 제작진
- 배역: 케이트 다우드, 마리아나 스탄체바
- 미술: 케스 본네트
- 의상: 아르마베니 스토야노바
- 음향 감독: 가브리엘 구티에레스
- 특수 효과: 이보 지브코프
- 제작 관리: 엘레나 멜라메드, 에밀 랑겔로프
- 조감독: 기예르모 에스크리바노, 안토니 타네프

## 시청 등급
- 대한민국: 15세이상 관람가

## 기타
- 수입: (주)인피니티엔터테인먼트 (한국)